# Croton fothergillifolius
Espèce
Croton fothergillifolius est une espèce de plantes à fleurs du genre Croton et de la famille des Euphorbiaceae, présente à Maurice.
Il a pour synonyme :
- Croton muricatus, Bojer, 1837
- Croton tiliifolius, Thouars ex Baill., 1861
- Oxydectes fothergillifolia, (Baill.) Kuntze